# Rüdiger Henning
Pour les articles homonymes, voir Henning.
Rüdiger Henning, né le 5 novembre 1943 à Berlin et mort le 2 octobre 2024 dans la même ville, est un rameur d'aviron allemand. 

## Carrière
Rüdiger Henning participe aux Jeux olympiques de 1968 à Mexico et remporte la médaille d'or avec le huit allemand.